# باشگاه فوتبال الوند همدان
باشگاه فوتبال الوند همدان  با نام سابق پاس نوین همدان یک باشگاه فوتبال ایرانی است که در شهر همدان، مرکز استان همدان قرار دارد.
در سال ۱۳۸۱ باشگاه فوتبال الوند همدان امتیاز تیم فوتبال روستاداری همدان را در رقابت‌های فوتبال دسته دوم باشگاه‌های ایران جام آزادگان ۱ خریداری کرد

## تاریخچه
باشگاه فرهنگی ورزشی شهرداری همدان در تاریخ چهارم تیر ۷۹ با تلاش شورای اسلامی شهر (دوره اول) و شهردار وقت کار خود را شروع نمود. این باشگاه در زمان تأسیس با تشکیل تیم‌های فوتبال در رده‌های سنی مختلف شروع به تیم‌داری کرد و به عنوان یکی از باشگاه‌های همدانی پرچمدار رشد فوتبال همدان شد، اما پس از گذشت ۱۰ سال از فعالیت تیم فوتبال بزرگسالان شهرداری و نظر به این که این تیم در طول دوران فعالیت خود علی‌رغم تربیت چهره‌های فوتبالی که هم‌اکنون در سطح اول فوتبال کشور شاغلند، هرگز نتوانست به لیگی بالاتر از لیگ دسته دوم فوتبال صعود کند. به این ترتیب در راستای حمایت از تیم پاس و هموار کردن مسیر موفقیت این تیم و با توجه به سیاست هیئت مدیره این باشگاه مبنی بر جوانگرایی و بهره‌مندی از نیروهای مستعد بومی، امتیاز این تیم ابتدای فصل گذشته به باشگاه پاس همدان با نام پاس نوین همدان منتقل شد.
همزمان با این انتقال مسئولان پاس باشگاه مستقلی با نام پاس نوین تأسیس کردند تا تیم فوتبال پاس نوین در یک باشگاه مستقل و تحت نظارت باشگاه پاس به ادامه فعالیت و بسط و گسترش فوتبال بومی بپردازد.
پس از سقوط پاس همدان از لیگ برتر فوتبال ایران به لیگ آزادگان در پایان رقابت‌های لیگ دهم فوتبال و با توجه به اینکه مسئولان همدان و باشگاه پاس تصمیم گرفتند تمام تمرکز خود را معطوف به بازگرداندن تیم خوش سابقه پاس به لیگ برتر نمایند، از ادامه اداره باشگاه مستقل پاس نوین منصرف شدند و تصمیم گرفتند این باشگاه را به بخش خصوصی منتقل کنند.
این انتقال در مورخ نوزدهم شهریور ۹۰ با حضور دو پیشکسوت فوتبال همدانی برای پذیرش این مسئولیت بزرگ و با هدف معرفی یک تیم اصیل همدانی به فوتبال کشور انجام شد.
خوشبختانه مالکین جدید باشگاه پاس نوین از ابتدای فعالیت خود به بومی‌سازی به عنوان اولین و مهم‌ترین هدف خود در امر باشگاه‌داری توجه کردند و در نتیجه شاهدیم که اولین سال فعالیت تیم فوتبال پاس نوین در لیگ دسته دوم فوتبال کشور با هدایت بخش خصوصی با حضور بیش از ۹۰ درصد از بازیکنان و کادر فنی بومی صورت گرفته‌است. این تیم در اولین حضورش در رقابت‌های فوتبال دسته اول باشگاه ایران جام آزادگان درخشش خوبی داشت و تا هفته‌های پایانی در صدر جدول رده‌بندی گروه الف این رقابت‌ها جا داشت.
کارشناسان این تیم را پدیده لیگ آزادگان در فصل ۹۲–۱۳۹۱ نامیدند.

## ورزشگاه
این تیم هم‌اکنون دارای دو ورزشگاه شهدای قدس با گنجایش ۷ هزار نفر و شهید مفتح با گنجایش ۱۵ هزار نفر است.
بیشتر بازی‌های این تیم به دلیل شرایط بهتر از لحاظ جغرافیایی که در مرکز شهر قرار دارد در ورزشگاه شهدای قدس برگزار می‌شود.

## فصل‌ها
| فصل     | لیگ      | لیگ  | لیگ | لیگ   | لیگ  | لیگ   | لیگ     | لیگ    | لیگ  | جام حذفی   | گلزن برتر                          | گلزن برتر |
| فصل     | دسته     | بازی | برد | تساوی | باخت | گل‌زده | گل‌خورده | امتیاز | رتبه | جام حذفی   | نام                                | گل        |
| ------- | -------- | ---- | --- | ----- | ---- | ----- | ------- | ------ | ---- | ---------- | ---------------------------------- | --------- |
| ۹۰–۱۳۸۹ | آزادگان۲ | ۳۰   | ۱۰  | ۱۲    | ۸    | ۳۶    | ۲۹      | ۴۲     | ۸ام  | ۱۶/۱ نهایی | حمید گلزاری امجد                   | ۸         |
| ۹۱–۱۳۹۰ | آزادگان۲ | ۲۶   | ۱۵  | ۸     | ۳    | ۴۳    | ۱۴      | ۵۳     | ۱ام  | ۱۶/۱ نهایی | علی اصغر عاشوری                    | ۱۵        |
| ۹۲–۱۳۹۱ | آزادگان۱ | ۲۶   | ۱۲  | ۷     | ۷    | ۳۳    | ۲۳      | ۴۳     | ۴ام  | انصراف     | علی اصغر عاشوری و حمید گلزاری امجد | ۵         |

## بازیکنان کنونی
باشگاه‌های ایرانی در هر فصل می‌توانند از ۲۲ بازیکن بزرگسال، ۸ بازیکن زیر ۲۳ سال، ۹ بازیکن زیر ۲۰ سال و ۴ بازیکن خارجی (یک آسیایی) استفاده کنند.
فهرست زیر بازیکنان کنونی الوند همدان را نشان می‌دهد.
| شماره |       | نقش   | بازیکن                        |
| ----- | ----- | ----- | ----------------------------- |
| ۲     | ایران | دفاع  | علیرضا شاهسوند                |
| ۳     | ایران | دفاع  | رضا حاتمی                     |
| ۵     | ایران | دفاع  | میلاد احمدی مجد               |
| ۶     | ایران | دفاع  | ایرج لطفی                     |
| ۷     | ایران | هافبک | محسن خدابنده لو               |
| ۸     | ایران | هافبک | سید جمال معصومی (کاپیتان اول) |
| ۹     | ایران | مهاجم | حامد میرزایی                  |
| ۱۰    | ایران | هافبک | امین سوهانیان                 |
| ۱۱    | ایران | مهاجم | مصطفی قیصری                   |
| ۱۲    | ایران | مهاجم | شهرام کوثری                   |
| ۱۴    | ایران | هافبک | حسین کاظمی                    |
| ۱۵    | ایران | مهاجم | مهران جعفری                   |

| شماره |       | نقش       | بازیکن                |
| ----- | ----- | --------- | --------------------- |
| ۱۷    | ایران | دفاع      | محمدرضا احمدی‌نیا تابش |
| ۱۸    | ایران | مهاجم     | هادی بلوری نوین       |
| ۲۰    | ایران | مهاجم     | علی‌اصغر (نوید) عاشوری |
| ۲۱    | ایران | هافبک     | آرمین طلایی منش       |
| ۲۲    | ایران | دروازه‌بان | هادی زرین ساعد        |
| ۲۳    | ایران | مهاجم     | میثم زمانی            |
| ۳۰    | ایران | هافبک     | احمد سعیدی            |
| ۳۱    | ایران | هافبک     | مصطفی مهدوی‌کیا        |
| ۳۳    | ایران | مهاجم     | ایمان رضایی           |
| ۳۴    | ایران | هافبک     | آرن قازاریان          |
| ۴۰    | ایران | هافبک     | مهدی رفیعی            |
| ۴۴    | ایران | دروازه‌بان | رسول بلاغی            |